# 四帶雞魚
四帶石鱸，又稱四帶雞魚，俗名雞仔魚、石鱸，為輻鰭魚綱鱸形目石鱸科的其中一個種。

## 分布
本魚僅分布於日本南部至台灣的海域。

## 深度
水深1至30公尺。

## 特徵
本魚體較側扁，體呈淺黃色，體側具有4條金黃色的平行縱帶，第一條在背鰭下方；第二條在側線上方；第三條側線下方；第四條在胸鰭基底下方。在各鰭條之縱帶為黃色。背鰭硬棘12枚，第4硬棘最長、軟條13枚；臀鰭硬棘3枚、軟條7枚。側線鱗片數52至56枚。體長可達12.3公分。

## 生態
本魚棲息的範圍甚廣，從岩礁、沙泥底或河口地區均可發現其蹤跡。在珊瑚礁區多成群出現，偶亦見其單獨棲居於礁穴或獨泳。屬雜食性魚類。

## 經濟利用
屬於較小型的食用魚，亦可做觀賞魚。紅燒或煮湯均美味。